# میشل دو مونتنی
میشل دو مونتنی (به فرانسوی: Michel de Montaigne)‏ (۲۸ فوریه ۱۵۳۳ – ۱۳ سپتامبر ۱۵۹۲) یکی از تأثیرگذارترین نویسندگان و فیلسوفان دورهٔ رنسانس بود.
او فیلسوف و حکیم اخلاقی بود و در خاندانی اشرافی زاده شده بود.

## زندگی
وی در سال ۱۵۳۳ به دنیا آمد. سیزده سال دادستان و چهار سال نیز شهردار شهر بوردو بود. وی همچنین به سفارت برای شاهزادگان محلی نیز می‌پرداخت. وی در طول حیاتش صاحب شش فرزند شد که پنج تن از آنان در نوزادی از دنیا رفتند. وی در سال ۱۵۹۲ به دلیل عوارض سنگ کلیه درگذشت.
میشل دو مونتنی، نویسندهٔ دورهٔ رنسانس، کتابخانه‌اش را با کتاب‌هایی پر کرده بود که به او در گذر از مرزهای تعصب کمک می‌کردند. در آن کتابخانه، کتاب‌های تاریخ، سفرنامه‌ها، گزارش‌های مبلغان مسیحی و ناخداها، ادبیات دیگر ملل و کتاب‌های مصور همراه با تصاویری از قبایلی وجود داشت که به شکل عجیبی لباس پوشیده بودند.
از طریق این کتاب‌ها، مونتنی می‌توانست مشروعیت بخش‌هایی از وجودش را اثبات کند که در آن اطراف (محل زندگی‌اش) هیچ شواهدی دال بر اثباتشان وجود نداشت؛ و به وسیلهٔ این کتاب‌ها می‌توانست از احساس بیگانگی خود با خصایص اقوام و ملت‌های گوناگون بکاهد.
مونتنی مخاطبانش را دعوت می‌کند که با مسافرت به کشورها، در عالم واقع و در خیال، تعصبات محلی و تفرقه‌های حاصل از آن‌ها را با هویت‌های نامحدودتری در قالب شهروندان جهان معاوضه کنند.

## عقاید

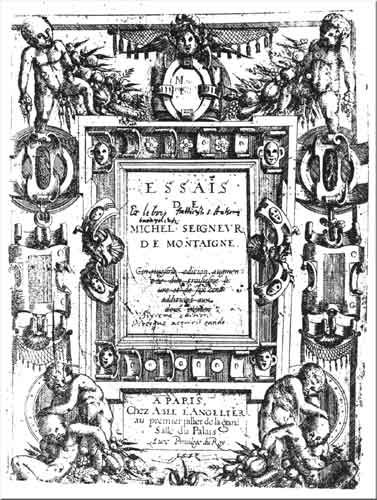
جستارها، اثر میشل دو مونتِین

کتاب اصلی وی، یک کتاب سه‌جلدی به‌نام جستارها (به فرانسوی: Les Essais) است که عنوان آن را از ریشهٔ فعل فرانسوی essayer به معنای آزمودن گرفته است.
در دو جلد از این کتاب، عقاید او در خصوص آموزش و پرورش تشریح شده است. میشل دو مونتنی پس از انتقاد سخت از اصول آموزش زمان خود، که به محفوظات توجه کرده و به‌یاد سپردن واژه‌ها و جمله‌ها را مهم می‌دانست، می‌گوید که خواندن زبان و ادبیات یونان و روم در صورتی سودمند است که به افکار پیشینیان پی ببرند و بدان‌ها بگروند. او آموختن زبان مادری و زبان همسایگان را مقدم بر یادگرفتن لاتین (مهم‌ترین مادهٔ درسی آن‌دوره) و یونانی می‌داند. ورزش را برای خوی دادن بچه به سرما و گرما و تحمل سختی لازم می‌شمرد. او به‌یاد سپردن را نمی‌پسندد و این جملهٔ معروف از اوست که «ازبرکردن دانستن نیست.» وی آموختن لاتین و یونانی را از راه گفت‌وشنود (و نه حفظ کردن متون کلاسیک) توصیه می‌کند و می‌گوید در صورت به‌کارگیری روش تعلیم او مکتب‌خانه دیگر چون زندان نخواهد بود و نیاز نیست که چوب و تازیانه وسیلهٔ انتظام باشد.
مونتنی این کتاب را در ۱۵۸۰ منتشر کرد که خیلی سریع به یکی از پرفروش‌ترین کتاب‌های دورهٔ رُنسانس تبدیل شد. کتاب جستارها حول یک سؤال اساسی که دغدغهٔ همهٔ ماست می‌گردد: یک فرد چگونه زندگی می‌کند؟ به این معنا که یک شخص چگونه دست به انتخاب‌هایی هوشمندانه و شرافتمندانه می‌زند، خودش را می‌شناسد، به عنوان یک انسان رفتار می‌کند، با دیگران به خوبی رفتار می‌کند و آرامش خاطر به‌دست می‌آورد؟
وی همچنین با اقتدا به اپیکوروس، فیلسوف یونانی، بر ترس خود از مرگ غلبه می‌کند. البته این اتفاق تا زمانی که وی خود دچار سانحه می‌شود روی نمی‌دهد. در این سانحه وی تا نزدیکی‌های مرگ می‌رود و گرچه از دید بقیه دچار اضطراب بوده، ولی بعد از بهبودی وقتی به آن ساعات فکر می‌کرده تنها خاطراتی خوب از آن ساعات داشته است و همین باعث می‌شود دیدی مثبت نسبت به مرگ پیدا کند. او بیشترین تأثیر را از رواقیون و بالاخص سنکای رواقی پذیرفته است. نیچه وی را نیرومندترین جان‌ها می‌نامید.

## آثار ترجمه‌شده
- تتبّعات، ترجمهٔ احمد سمیعی گیلانی، انتشارات سخن با همکاری رایزنی فرهنگی سفارت فرانسه در ایران، ۱۳۸۳
- در باب دوستی و دو جستار دیگر، ترجمهٔ لاله قدکپور، انتشارات گمان، ۱۳۹۵
- در باب خلوت‌گزینی، ترجمۀ مرضیه خسروی (کتاب صوتی با همکاری ماه آوا و کتابراه با صدای رضا عمرانی)